# Klippark

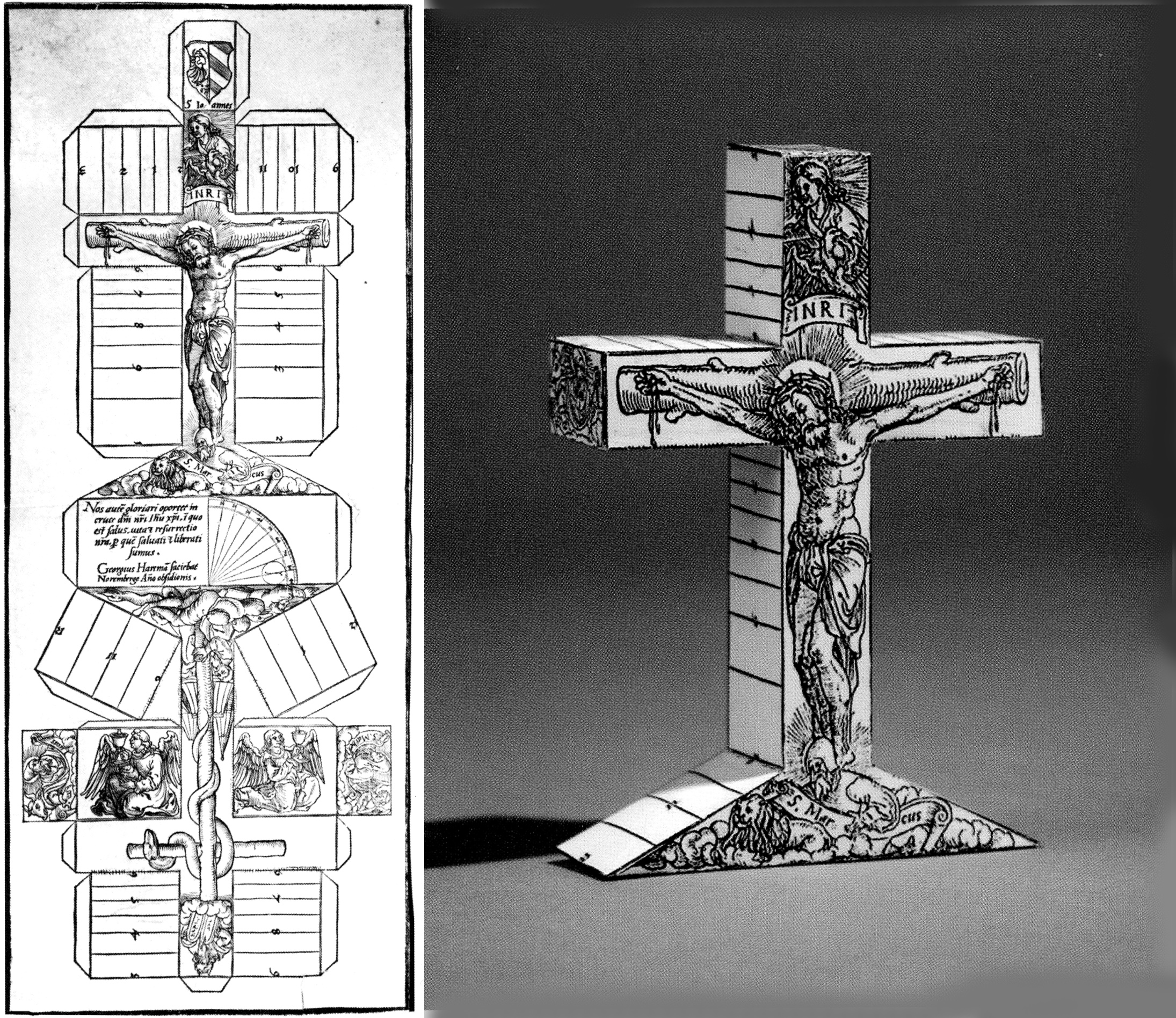
Träsnitt 44,5 x 17,5 cm tryckt i Nürnberg 1529 av Georg Hartmann samt byggd kopia av samma klippark. Krucifixet fungerade som flyttbart solur.

Ett klippark är en grafisk konstprodukt – ett bildtryck på papper eller kartong med anvisningar hur bildens tvådimensionella delar kan klippas/skäras ut, vikas och fogas samman för att bilda ett tredimensionellt föremål och ett konstverk i sig, om så en nyttoprodukt, en utsmyckning, en leksak, en avbildande modell eller en ren fantasiprodukt. 

## Äldre historia
Redan under medeltiden spreds vackra eller tankeväckande enbladstryck för att pryda väggar eller insidan av kistlock. Det äldsta kända exemplet på att ett sådant tryckt ark gjorts för framställning av ett tredimensionellt föremål är från början av 1500-talet och ett träsnitt av prästen och finmekanikern Georg Hartmann i Nürnberg. Från detta ark kunde man bygga ett mobilt solur i form av ett krucifix.
Greve Reinhard von Solms zu Lich gav 1547 ut en skrift med 44 träsnitt av konstnären Hans Döring, från vilka man kunde klippa ut hus, tält och kanoner för att öva fältslag på matsalsbordet. Utklippbara framställningar av den heliga familjen runt krubban i Betlehem trycktes i Österrike, Frankrike och Tyskland mot slutet av 1600-talet. Utklippsbilder att ställa på vikfot som silhuetter på bordet trycktes som ”nöjsam underhållning för damer” på 1700-talet och utvecklades med tiden till tittskåp där figurer och sättstycken ordnades scenografiskt till tredimensionalitet. Och ur dessa utvecklades i sin tur dockteatrarna, som blev populära som klippark under 1800-talet.
En annorlunda klipparkskultur utvecklades ungefär samtidigt i Japan, där olika tekniker att nyttja papper traditionellt stått på en konstnärligt hög nivå. Så kallade tatebanko-modeller trycktes under 1700- och 1800-talen som träsnitt, klipptes ut och klistrades samman till naturscenerier, gaturum, historiska händelser, berömda byggnader och annat. Till skaparna av Tatebanko hörde Japans främsta träsnittskonstnärer som exempelvis Katsushika Hokusai.

## Industrialiseringen

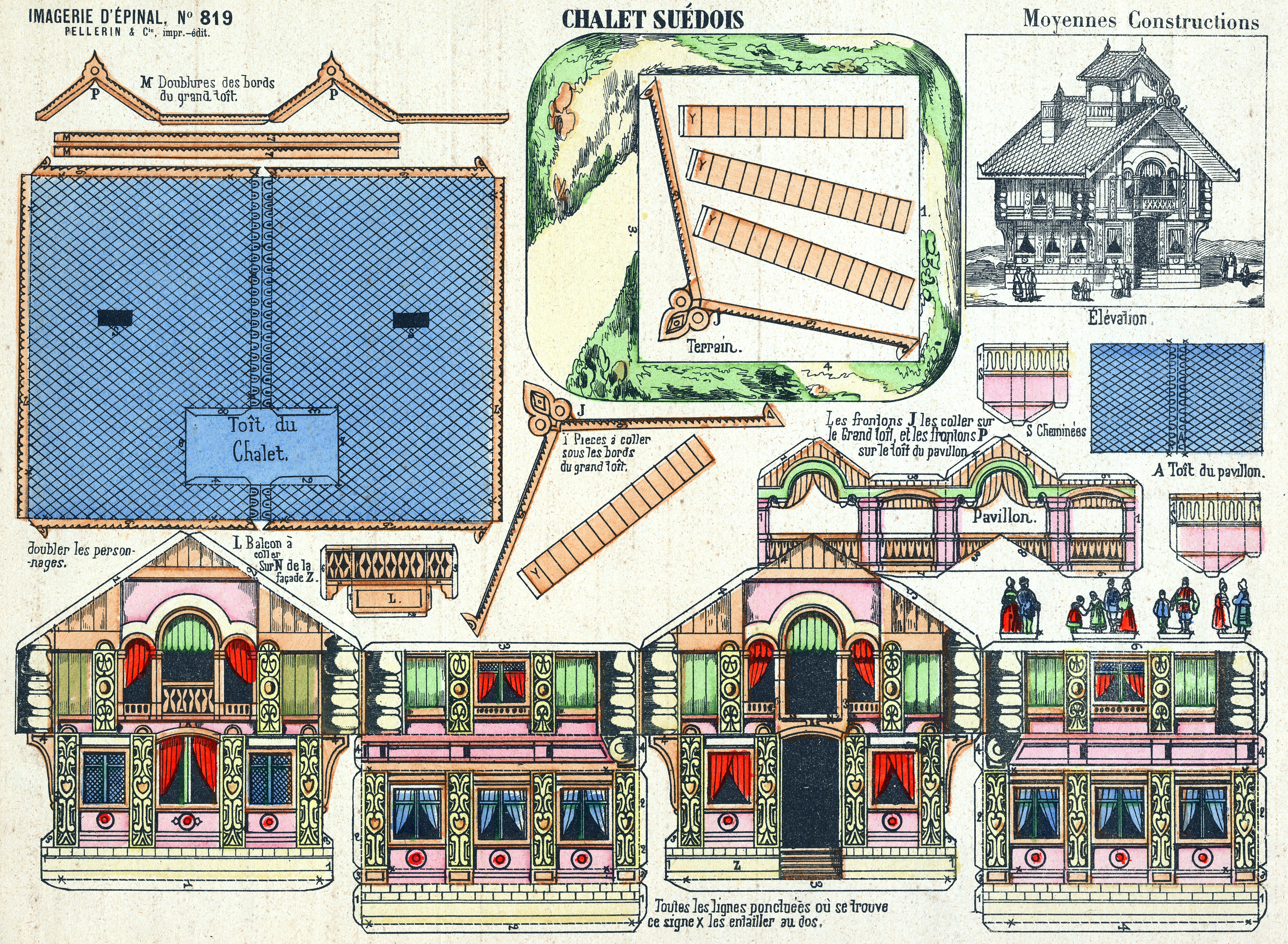
Chalet Suédois, färglagt litografiskt tryck från Imagerie d'Épinal, 1876. Från detta tryck kunde man bygga en modell av en på sin tid välkänd svensk exportprodukt - nämligen ett monteringsfärdigt trähus. Husets yttre form är ganska igenkännlig, men klipparkets färger är ren fantasi.

I början av 1800-talet skrevs den äldsta kända handboken om hur man beräknar utbredningen av mångsidiga och krökta föremål så att denna kan ritas upp på papper eller plåt för att sedan klippas ut, vikas och fogas samman till ett hus eller båt eller vad det nu kunde vara.  Den redovisade tanken med boken var att stimulera allmänhet och fabrikörer till försörjningsgivande tillverkning av leksaker.  
Med utvecklingen av det litografiska trycket kunde bilder få färger som gav både barn och vuxna inblickar i nya världar. En och annan tryckare började vid sidan om trycket av reklam- och konstbilder också trycka vackra kartongark från vilka envar själv kunde klippa ut och klistra samman kyrkor, slott, soldater och ångbåtar.    
Även när 1800-talets konstfullt utformade klippark var inriktade på att glädja barn, så var de inte i egentlig mening ”barnsliga” eftersom föreställningar om barns särskilda behov uppstod först en bit in på 1900-talet. I stället tog man barnens vilja att bli vuxna på allvar och ville ge dem en så vacker föreställning som möjligt om den verkliga världen. Många ville tro att barn som växte upp med skönhet omkring sig också skulle bli bättre människor.     
1800-talets klipparksmotiv var inte heller så nostalgiskt tillbakablickande som de kan framstå i vår tid. Ofta förmedlade klipparken samtid och framtidstro med modeller av de nyaste byggnadsverken och de modernaste tekniska underverken.      
Orter som Neuruppin i Tyskland och Épinal i Frankrike blev kända för invånarnas hantverkliga specialisering på litografisk tryckning och fick stor betydelse för klipparkets utveckling. Firmor som Schreiber-Verlag i Esslingen am Neckar och den av Jean-Charles Pellerin grundade L'imagerie d'Épinal i Épinal tryckte klippark för spridning i hela Europa. Texterna på klipparken trycktes många gånger på såväl franska som tyska och engelska.

## Utvecklingen i Skandinavien

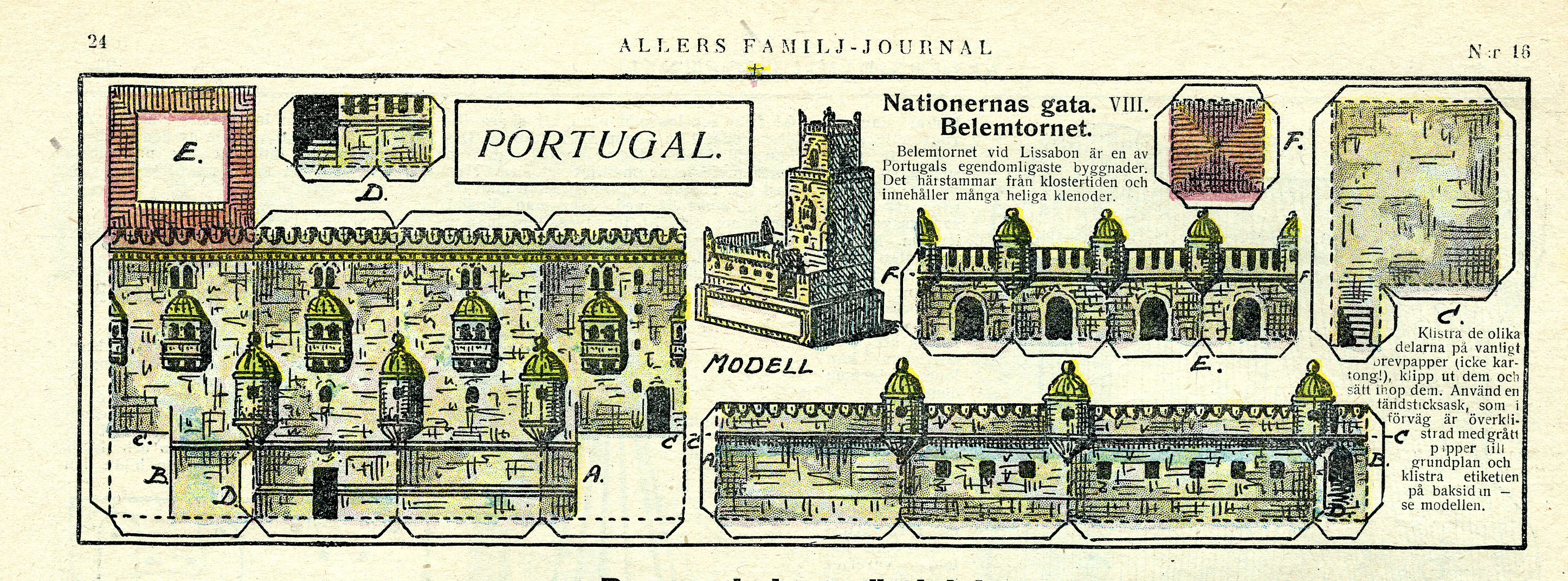
Belemtornet vid Lissabon ingick i första serien "Nationernas Gata" som H.C. Madsen ritade för Allers 1918-1919. Modellerna i serien kunde monteras på tändsticksaskar. Från svenska upplagan av Allers nr 16 år 1919.

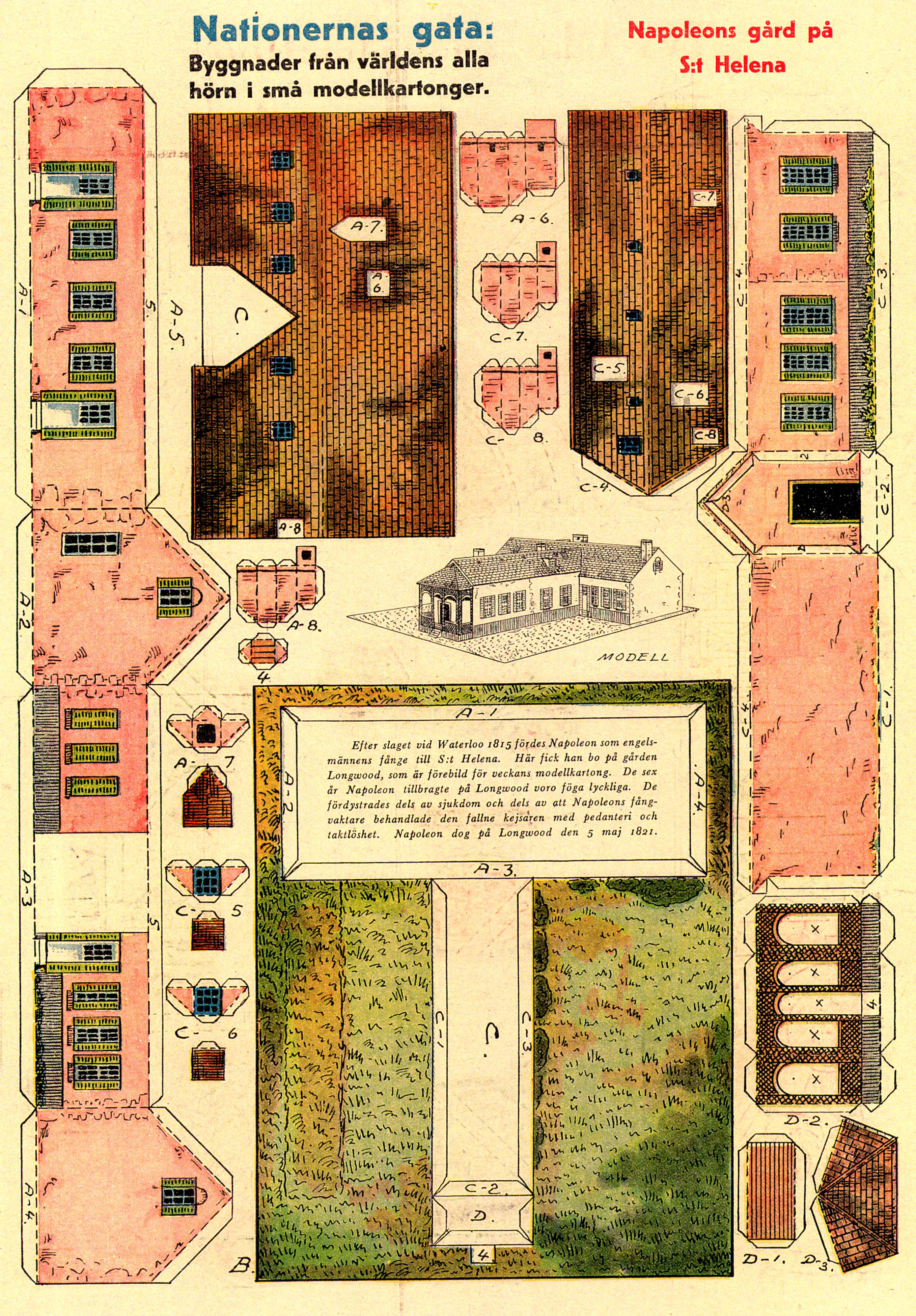
Klippark från den serie "Nationernas Gata" som H.C. Madsen ritade för Allers på 1930-talet. Förebilden är huset på S:t Helena, där engelsmännen höll Napoleon fången 1815-21.

I Skandinavien fick klipparket masspridning framförallt genom den danska veckotidningen ”Illustreret Familie Journal” som startades av Carl Aller år 1877.  Den fick många läsare även utanför Danmark och redan den tredje årgången trycktes också i en svenskspråkig upplaga, som 1894 fick egen redaktion och tryckeri i Helsingborg. En norskspråkig redaktion med tryckeri inrättades också i Kristiania (Oslo). I Sverige och Norge blev tidningen känd under namnet Allers Familj-Journal eller kortare ”Allers”.
När Allers tryckerier 1914 inskaffade färgrotationspressar, föreslog den danske tecknaren Hans Christian Madsen (1872 – 1939) att tidningarnas baksidor, som ju trycktes på samma arksida som det färgtryckta omslaget, skulle användas för färgglada klippark. De skulle stimulera läsarnas handarbetslust och samtidigt ge pedagogiska berättelser om händelser och byggnadsverk ute i stora världen.     
Det blev en stor framgång. Snart kom flera tidningssidor i varje nummer att tryckas som klippark och under 1920-talet kom många nummer ut med en klipparksinlaga på tjockare papper häftad mitt i tidningen. H.C. Madsen kom att teckna över tusen klippark för tidningen fram till sin död 1939. Ofta trycktes samma klippark (men på olika språk) i alla de nordiska upplagorna, men flera klippark ritades speciellt för den svenska, danska eller norska upplagan. I Madsens äldsta produktion fanns många dockteatrar och tredimensionellt illustrerade sagor, men med tiden kom det också att bli modeller av kyrkor, slott och gårdar i Skandinavien och olika byggnadsminnen från hela världen. 
Förutom de av tidningen Allers spridda klipparken, såldes klippark i Sverige genom olika förlag och spriddes via pappershandlare. I många länder gavs klippark också ut som reklammaterial och som baksidesdekorationer på exempelvis Kellogg's majsflingepaket.

## Verklighetsåtergivning
Arkitekturklippark var redan under 1800-talet hyggligt igenkännbara avbildningar av verkligheten, även om de var ganska fria när det gäller proportioner och detaljer. Beträffande tekniska föremål publicerades realistiska modeller av exempelvis de då så överväldigande atlantångarna redan före första världskriget. Annars var det just krigen som skapade intresse för skalariktigt detaljtrogna modeller. Det gällde ju att lära sig skilja de egna slagskeppen och kryssarna från fiendens. Klipparksmodeller användes både för att uppmuntra ungdomars intresse för det militära och för att hjälpa soldater att lära känna egna och fiendens stridskrafter.          
Efter världskrigen betraktades i Europa fortsättningsvis klipparket som ett pedagogiskt medel. Det blev i flera länder läromedelsförlag som ledde klipparksproduktionen. I Tyskland gjorde man mycket för att tona ned det militära förflutna och i stället satsa på modeller med civil anknytning, medan i öststaterna den viktigaste klipparksutgivningen var kopplad till halvmilitär ungdomsverksamhet.         
Plasten framstod som "modernare" och klipparken i motsvarande grad "barnsligare", trots att de senare kräver mer skicklighet av sina byggare.     

## Återväckt intresse
I sjöfartsmuseet i Bremerhaven lät museipedagogen Siegfried Stölting 1980 trycka upp ett klippark till en modell av ett av museets fartyg. Modellen skapade nya kontakter mellan vuxna och barn och också mellan museet och dess publik. Resultatet blev så lyckat att fler klippark följde och att en stor vandringsutställning på temat ”Schiffe aus Papier” kom till stånd 1989. När utställningen öppnades, instiftades spontant en sedan dess årlig träff i museet för modellbyggare, klipparkskonstruktörer, förläggare och museifolk för samtal om problem och önskemål.  Detta har utvecklat klipparken och skapat en ny efterfrågan på framförallt noggranna skalamodeller för en växande skara hobbyister.    
Även utvecklingen av Internet skapade nya möjligheter för spridning av klippark.  Internet visade sig inte bara vara ett kontaktnät utan också ett utmärkt sätt att digitalt sprida klippark som sedan var och en kunde skriva ut på sin egen skrivare. En första diskussionsgrupp som berörde klippark startades i USA 1997. Dess namn var "Cardmodel-L list". Den administrerades av King Butler och medlemsantalet var begränsat till 100 personer spridda över hela världen. Medlemmarna gav varandra tips och upplysningar om allt från klipparkets historia till var man kunde få tag på olika klippark och till vilket lim som kunde vara bäst att använda.  Några år senare hade det uppstått åtskilliga nationella och internationella diskussionsgrupper på nätet och tusentals klippark i alla svårighetsgrader att ladda ned.    

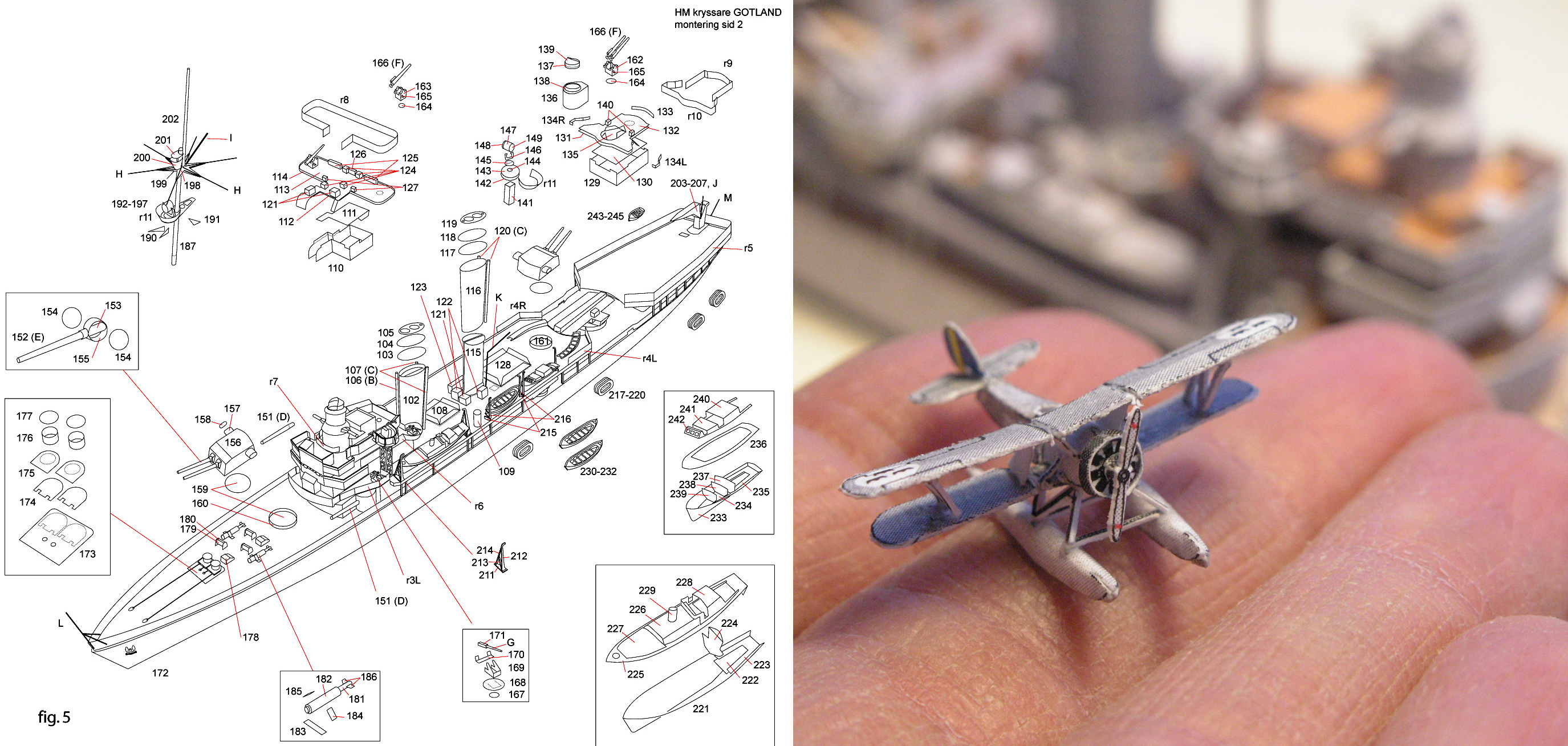
Teckning från bygganvisningen till en modell av flygplankryssaren Gotland i skala 1:400. Fotot visar ett av flygplanen som byggts från klipparket.

Ett av resultaten från träffarna i Bremerhaven var föreningen Arbeitskreis Geschichte des Kartonmodellbaus, som 1999 bildades på initiativ av museipedagogen Siegfried Stölting och den schweiziske arkitekten Dieter Nievergelt och som sedan 2001 med vetenskapliga ambitioner ger ut årsskriften Zur Geschichte des Kartonmodellbaus. Föreningen har dessutom tagit initiativ till utställningar och återutgivning av äldre klippark.

## Klippark-pappersmodeller
De som av hobbyintresse bidragit till klipparkskonstens förnyelse har många gånger hellre pratat om pappersmodeller eller kartongmodeller för att komma ifrån en föreställning om klipparket som något otidsenligt eller "något för barn". Begreppet pappersmodell syftar emellertid på en byggd modell och sådana kan man åstadkomma även utan att utgå från klippark, medan begreppet klippark syftar på den grafiska produkt som kan fungera som konstverk i sig eller som användbar byggsats till en modell.